# Тоцкое
То́цкое — село в в Тоцком районе Оренбургской области. Административный центр Тоцкого сельсовета.

## География
Село расположено на левом берегу реки Самары, у впадения в неё небольшой реки Сороки.
В 173 км на юго-восток от Тоцкого находится областной центр — город Оренбург.

## Население
В 1859 году в Тоцком было 620 дворов и 1660 жителей. В 1885 году — 835 дворов и 4989 жителей, занимавшихся земледелием и хлебной торговлей.
| 1959 | 1970  | 1979  | 1989  | 2002  | 2010  | 2021  |
| ---- | ----- | ----- | ----- | ----- | ----- | ----- |
| 5117 | ↗5497 | ↗5582 | ↗7095 | ↗7201 | ↘6898 | ↗7892 |

## История
Тоцкое — бывшая крепость, основанная в августе 1736 года первым начальником Оренбургской экспедиции Иваном Кирилловичем Кириловым по Указу императрицы Анны Иоанновны.
Первоначально крепость находилась несколько ниже по реке Самара, близ реки Ток, по которой и дано название. В 1740-х годах перенесена на нынешнее место.
В 1773 году местный гарнизон присоединился к войскам Емельяна Пугачёва.
17 сентября 1833 года село посетил Александр Сергеевич Пушкин, когда собирал материал для повести «Капитанская дочка». Тоцкая крепость упоминается Пушкиным в тексте «Истории Пугачёва» и архивных заготовках к ней.
В 1859 году в Тоцком действовали: православная церковь, почтовая станция, этапная тюрьма для пересылаемых арестантов и базар. В 1885 году — волостное правление, две церкви, школа, железнодорожная станция, три лавки, два постоялых двора, две синильни, четыре водяных мельницы, ярмарка, базар, три кирпичных и два кожевенных завода.
В 1885 году село входило в Тоцкую волость Бузулукского уезда Самарской губернии.
В Тоцком в 1914—1917 годах в лагере содержался чешский писатель Ярослав Гашек — военнопленный № 294217. В лагере разразилась эпидемия тифа, в ходе которой погибло множество пленных. Гашек также заболел, но выжил.
23 сентября 1919 года в составе агитпоезда «Октябрьская революция» село посетил Михаил Иванович Калинин.
В 1941—1942 годах Тоцкое являлось одним из центров формирования польской Армии Андерса.
14 сентября 1954 года на Тоцком полигоне в 13 км севернее села впервые в СССР были проведены общевойсковые учения с применением ядерного оружия.
В 2024 году в состав села включен хутор Сорочка.

## Транспорт
По южной границе села проходит автомобильная дорога федерального значения М5 «Урал» (подъезд к Оренбургу). Расстояние до Оренбурга 193 км.
В 2.5 км на восток на участке Оренбург — Самара Ташкентского хода расположена железнодорожная станция Тоцкая Южно-Уральской железной дороги. Расстояние до Оренбурга 196 км. Кроме того в селе находится пассажирская платформа 1314 км.
Вблизи села находится военный аэродром Тоцкое. В настоящее время не функционирует.

## Достопримечательности
- Братская могила красноармейцев, погибших в боях с белогвардейцами
- Мемориал павшим в Великой Отечественной войне
- Памятник воинам 135-го гаубичного полка
- Мемориал на месте ядерного взрыва на Тоцком полигоне
- Остатки Тоцкой крепости
- Краеведческий музей

- Братская могила
- Братская могила
- Братская могила
- Мемориал на Тоцком полигоне

## Экономика
- Тоцкая общественно-политическая газета «Авангард»[17]
- ООО «Тоцкмолоко»[18]

Ранее в селе были расположены ПАО «Тоцкий машиностроитель», хлебокомбинат, типография, лесхоз и другие предприятия.

## Социальная сфера
- 3 детских сада
- Дом детского творчества[19]
- Гостиница Маяк
- Пункт скорой помощи
- Районная больница
- Средняя общеобразовательная школа имени А. К. Стерелюхина[20]

## Известные люди
- Александр Никифорович Панков (1896—1943)— советский военачальник, генерал-майор артиллерии, командор Ордена Британской Империи. Родился в Тоцком. Награждён орденами Ленина, Красного Знамени, Суворова II степени и медалью «XX лет РККА»[21][22][23].
- Алексей Кузьмич Стерелюхин (1913—1943) — Герой Советского Союза, старший лейтенант. Родился в Тоцком. С противотанковыми гранатами бросился навстречу вражеским танкам, поведя за собой бойцов. Был ранен, умер в госпитале. Награждён медалью «Золотая Звезда» и орденами Красной Звезды и Ленина. В его честь названа школа в Тоцком[24].
- Римма Ивановна Шершнёва (1925—1942) — советская партизанка, была эвакуирована в Тоцкое. Бросилась на вражескую амбразуру, посмертно награждена Орденом Красного Знамени[25].